# GAL (klinopis)
GAL (Borger 2003 nr. 553; U+120F2 𒃲) je sumerski klinopisni znak za "velik".

## Sklic
1. ↑  C.B.F. Walker (1987). Cuneiform. str. 16. ISBN 0520061152.